# Harald Schrapers

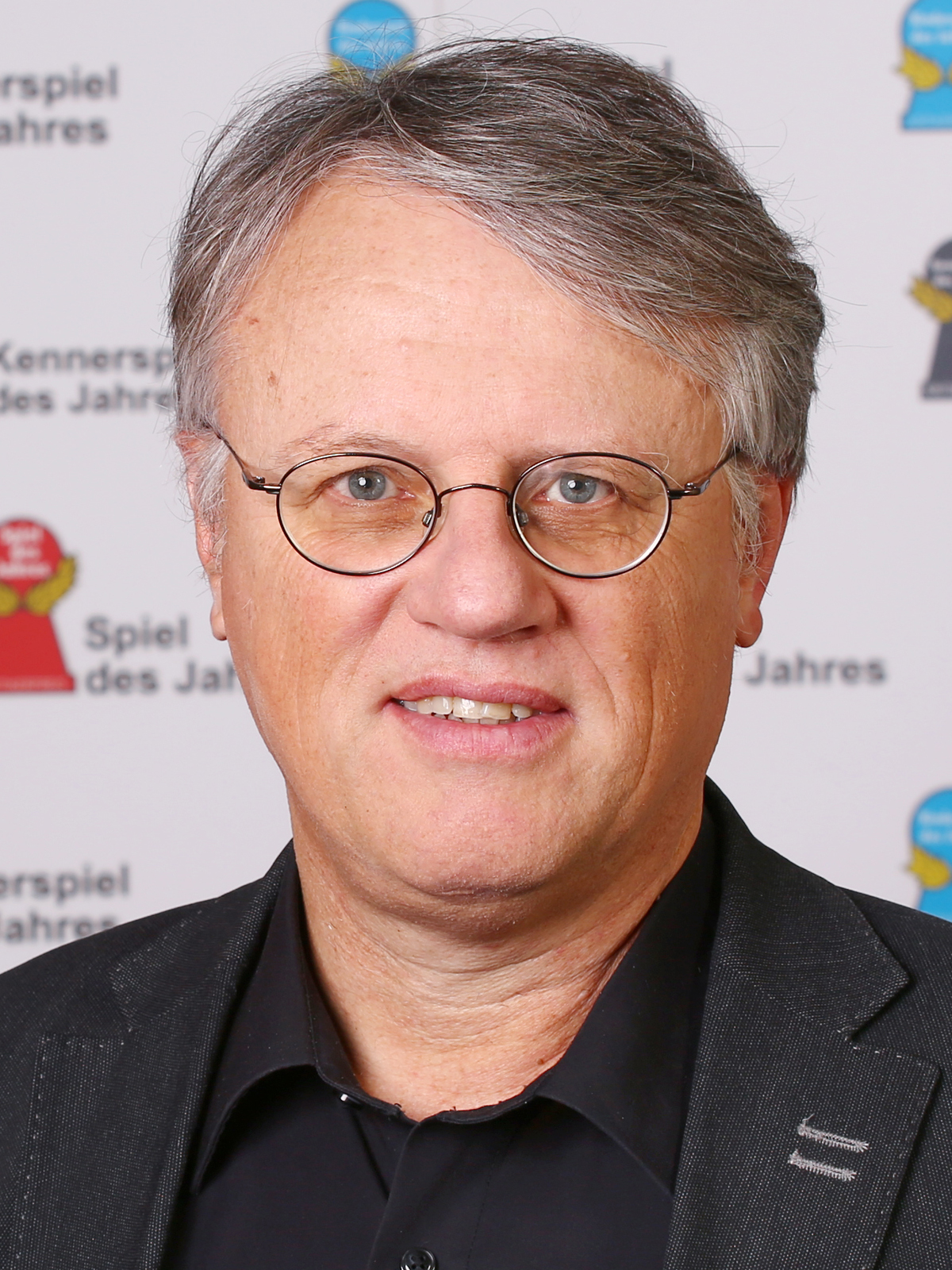
Harald Schrapers, Vorsitzender der Jury Spiel des Jahres (Foto: 2019)

Harald Schrapers (* 1964 in Duisburg) ist ein deutscher Spielekritiker und Journalist. Er ist Vorsitzender des Vereins Spiel des Jahres.

## Beruflicher Werdegang
Harald Schrapers machte sein Abitur am Gymnasium Adolfinum Moers und studierte anschließend an der Universität-Gesamthochschule Duisburg Politik- und Sozialwissenschaften. Seit 2000 arbeitet er als Pressesprecher der Bundestagsabgeordneten Kerstin Griese, und seit 2010 ist er zudem für die Presse- und Öffentlichkeitsarbeit des NRW-Landtagsabgeordneten Stefan Zimkeit zuständig.
Nebenberuflich ist Harald Schrapers Fachjournalist für Brett-, Karten- und Gesellschaftsspiele. Seit 2009 ist er freier Mitarbeiter des auf Deutsch und Englisch erscheinenden Fachmagazins spielbox, und auch für die Thüringer Allgemeine (2006–10) und Die Zeit (2010–13) verfasste er eine Reihe von Spielebesprechungen.

## Journalistische Tätigkeiten
Von 1989 bis 1999 war Harald Schrapers verantwortlicher Redakteur des Niederrhein Magazins, der Zeitschrift des Juso-Bezirks Niederrhein. Hier waren ab 1991 seine ersten Spielebesprechungen zu lesen, die im Internet ab 1993 per Fileserver und ab 1996 im World Wide Web verfügbar sind. Unter der Adresse www.gamesweplay.de hat er weit mehr als 1000 Kritiken veröffentlicht. Hier sind auch die Rezensionen zu finden, die er für das Spielermagazin Fairplay geschrieben hat, bevor er zur spielbox wechselte.
Von 1990 bis 1996 gehörte Schrapers der Redaktion der Arbeitshefte: Zeitschrift der Juso-Hochschulgruppen an. Von 2004 bis 2017 war er Mitglied im Redaktionsbeirat des politischen Debattenmagazins Berliner Republik.
Harald Schrapers betreibt die „Horst-Schimanski-Homepage“, die er 1996 ins Leben gerufen hat, und die dazugehörige Facebook-Seite. Er ist „eine Art Schimanski-Archivar“, schrieb die Süddeutsche Zeitung.

## Ehrenamtliche Tätigkeiten
1986 wurde Harald Schrapers zum Vorsitzenden des Allgemeinen Studentenausschusses (AStA) an der Universität-Gesamthochschule Duisburg gewählt. 1988 bis 1990 war er Mitglied im Leitungsgremium der Juso-Hochschulgruppen, dem Bundeskoordinierungsausschuss. 1990 bis 1994 gehörte er dem Juso-Bundesausschuss an. Von 1994 bis 1996 war er Bezirksvorsitzender der Jusos Niederrhein und bis 2000 Mitglied im Bezirksvorstand der SPD Niederrhein. Ab 1997 gehörte er für zwei Jahre dem Vorstand (Bureau) der Europäischen JungsozialistInnen (ECOSY) an, 1999 als stellvertretender Vorsitzender (Vicepresident). Schrapers engagiert sich seit 1997 im Vorstand des Willy-Brandt-Zentrums Jerusalem, dessen Gründungsmitglied er ist.
Von 2008 bis 2011 war Harald Schrapers Beirat der Jury Kinderspiel des Jahres. 2017 wurde er Mitglied der zehnköpfigen Kritikerjury, die über das Spiel des Jahres und das Kennerspiel des Jahres entscheidet. Seit Juli 2018 ist er Vorsitzender des Spiel des Jahres e. V., der ein Zusammenschluss von zurzeit 15 deutschsprachigen Spielejournalisten und -kritikern ist.

## Veröffentlichungen (Auswahl)
- Dirk Pung, Harald Schrapers, Apostolos Tsalastras: Jusos sind die SPD des nächsten Jahrzehnts: Was verändert’s? In: Arbeitshefte. Nr. 90, Dezember 1991, S. 45–51.
- Harald Schrapers: Schimmi hat die Schnauze voll: Eine Ära geht zuende. In: Niederrhein Magazin. Nr. 1, Februar/März 1992, S. 23–24.
- Harald Schrapers: Politik in Israel – Ideologische Spaltung, politische Blöcke. In: Arbeitshefte. Nr. 93, Juni 1993, S. 5–12.
- Harald Schrapers: Kinder, Jugendliche und Familie im Kibbuz – Sozialistische Utopie und Realität. In: Arbeitshefte. Nr. 93, Juni 1993, S. 33–40
- Harald Schrapers: Alles arbeitet: Historischer Umbruch – Das Ende der Arbeitsgesellschaft? In: Niederrhein Magazin. Nr. 6, Herbst/Winter 1994/95, S. 14–16.
- Harald Schrapers: Jitzhak Rabin ist tot: Die Kundgebung in Tel Aviv. In: Niederrhein Magazin. Nr. 6, Herbst 1995, S. 4–5.
- Harald Schrapers: TM – ein Kleinstverlag prägt die Spielelandschaft. In: Fairplay. 3/2000, S. 13–15.
- Harald Schrapers: Hans im Glück – oder: Bernd in Carcassonne. In: Fairplay. 4/2001, S. 13–15.
- Kerstin Griese, Harald Schrapers: Wie viele Kinder braucht das Land? Ohne Kinder keine Rente, meinen viele – doch auch eine höhere Geburtenrate würde unser herkömmliches Sozialmodell nicht mehr retten. In: Berliner Republik. 1/2002, S. 71–75.
- Kerstin Griese, Harald Schrapers: Die Vision vom sozialen Sozialstaat. Die Ideen der SPD zu Arbeit und Sozialstaat stammen aus einer Zeit, die abgelaufen ist. In: Berliner Republik. 3/2003, S. 42–47.
- Kerstin Griese, Harald Schrapers: Auf die Kleinsten kommt es an: Die erste Bildungsexpansion in der Bundesrepublik ist stecken geblieben. In: Berliner Republik. 2/2005, S. 43–47.
- Harald Schrapers: Keine Romantik – Susanne Gaschke erläutert in ihrem neuen Buch Die Emanzipationsfalle, warum sie das Aussterben der Deutschen für keine gute Idee hält. In: Berliner Republik. 6/2005, S. 80–81.
- Kerstin Griese, Harald Schrapers: Perspektiven für Kinder – auf die Kleinsten kommt es an. In: Hubertus Heil, Juliane Seifert (Hrsg.): Soziales Deutschland – für eine neue Gerechtigkeitspolitik. VS, Wiesbaden 2005, ISBN 3-531-14798-6, S. 103–112.
- Kerstin Griese, Harald Schrapers: Für einen positiven Jugendschutz: Unsere Gesellschaft muss die Augen offen halten, wenn Kinder und Jugendliche in gefährliche Parallelwelten abdriften. In: Berliner Republik. 4/2007, S. 82–86.
- Kerstin Griese, Harald Schrapers: Gute Chancen für alle Kinder – Materielle Umverteilung ist nicht genug. In: Berliner Republik. 1/2008, S. 34–38.
- Kerstin Griese, Harald Schrapers: Malefiz mit Digitalisten – Computerspiele machen dick, dumm und gewalttätig. In: Berliner Republik. 3/2009, S. 62–65.
- Harald Schrapers: Schalom, Halli Galli: Zu Besuch bei Haim Shafir und Ariel Laden. In: spielbox. 1/2010, S. 16–18.
- Petra Berndorf, Harald Schrapers, Stefan Zimkeit: Förderschule für alle! Noch immer werden hierzulande Kinder mit Behinderung aussortiert. In: Berliner Republik. 3/2011, S. 15–18.
- Harald Schrapers: Erfolgreich regieren ohne Mehrheit – Vorbild NRW? Warum denn nicht! In: Berliner Republik. 2/2012, S. 14–16.
- Harald Schrapers: Vom Feinsten – Der Citroën CX feiert dieses Jahr seinen 40. Geburtstag. In: Passion. 2/2014, S. 16–17.
- Kerstin Griese, Harald Schrapers: Die spannende Vorgeschichte eines Jubiläums – In diesem Jahr feiern wir das 50. Jubiläum der Aufnahme diplomatischer Beziehungen zwischen Deutschland und Israel. In: Berliner Republik. 6/2015, S. 75–77.
- Harald Schrapers: Die lange Vorgeschichte des Willy Brandt Center. In: Jusos in der SPD (Hrsg.): 20 Jahre Willy Brandt Center. Berlin 2016, S. 10–16.
- Kerstin Griese, Harald Schrapers: Religion im 500. Jahr der Reformation – Der Ablasshandel ist Geschichte, die großen religionspolitischen Herausforderungen betreffen nicht mehr die Verständigung zwischen Katholiken und Protestanten. In: Berliner Republik. 6/2016, S. 48–50.
- Kerstin Griese, Harald Schrapers: Gründungsgeschichte – 20 Jahre Willy-Brandt-Zentrum. In: Willy-Brandt-Zentrum Jerusalem (Hrsg.): Partner for Peace. Berlin 2017, S. 9–11.
- Kerstin Griese, Harald Schrapers: Ein hochpolitisches Jahrzehnt – Von der Weltpolitik zur Sozialberatung. In: Philipp Breder u. a. (Hrsg.): Studium, StuPa, Streik! Die Juso-Hochschulgruppen und ihre Geschichte. Schüren, Marburg 2018, ISBN 978-3-7410-0261-8, S. 48–52.